# Strumpebandshållare
Strumpebandshållare är en typ av elastisk gördel eller bälte med strumpeband, som håller upp till exempel nylonstrumpor och silkesstrumpor. Den kan vara tillverkad av bland annat bomull, nylon, satin eller siden och även ha spetsdetaljer. 
En höfthållare är en bredare modell av strumpebandshållare som ofta även har formande effekt.

## Bildgalleri

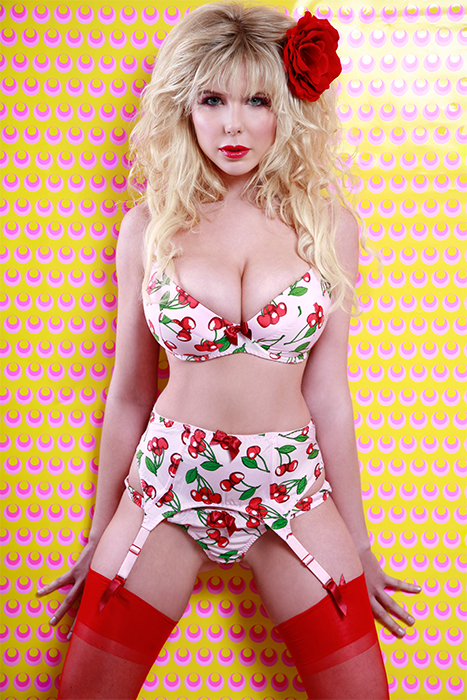
Glamourmodellen Alyssa Nicole Pallett iförd strumpebandshållare.
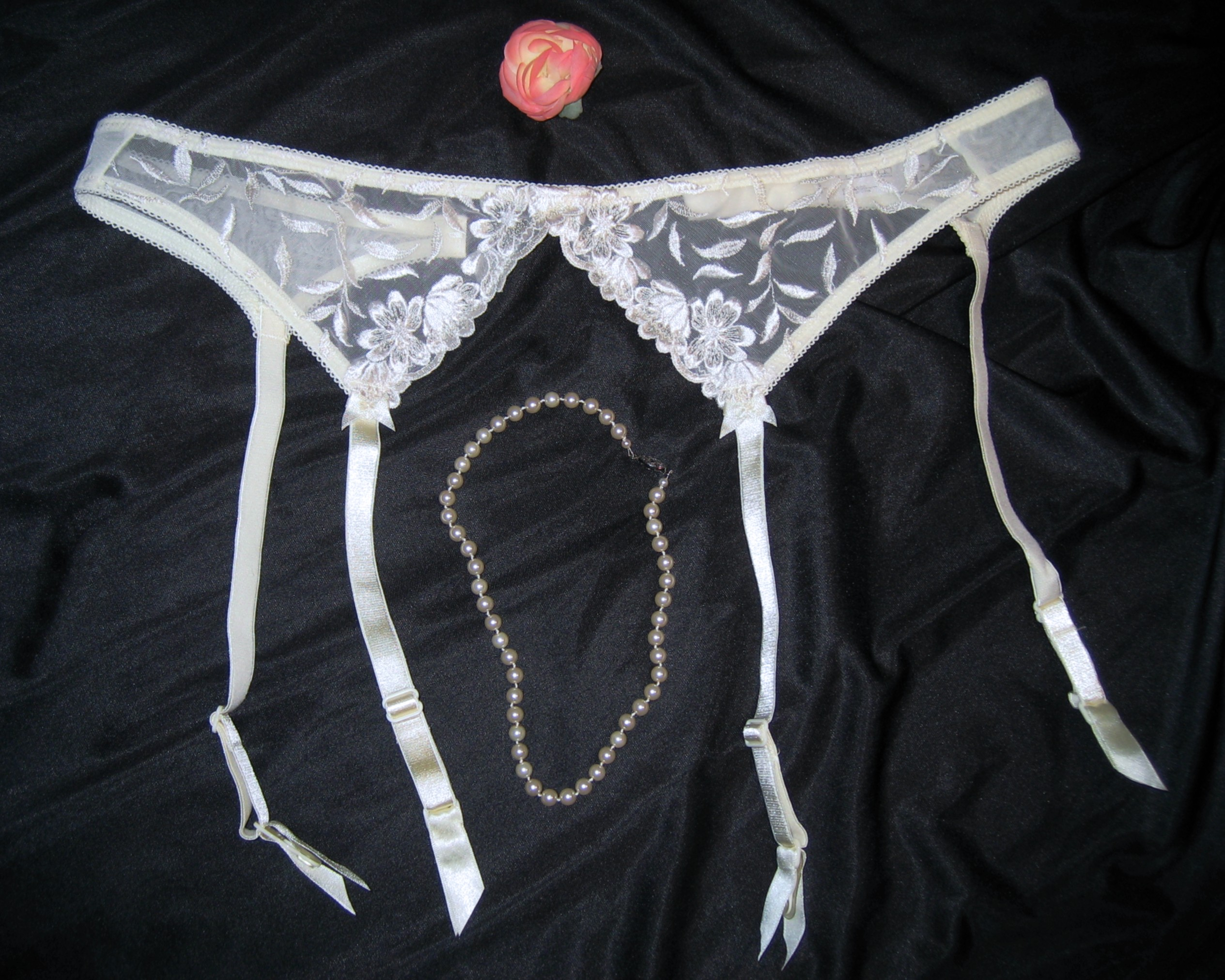
Strumpebandshållare i spets.
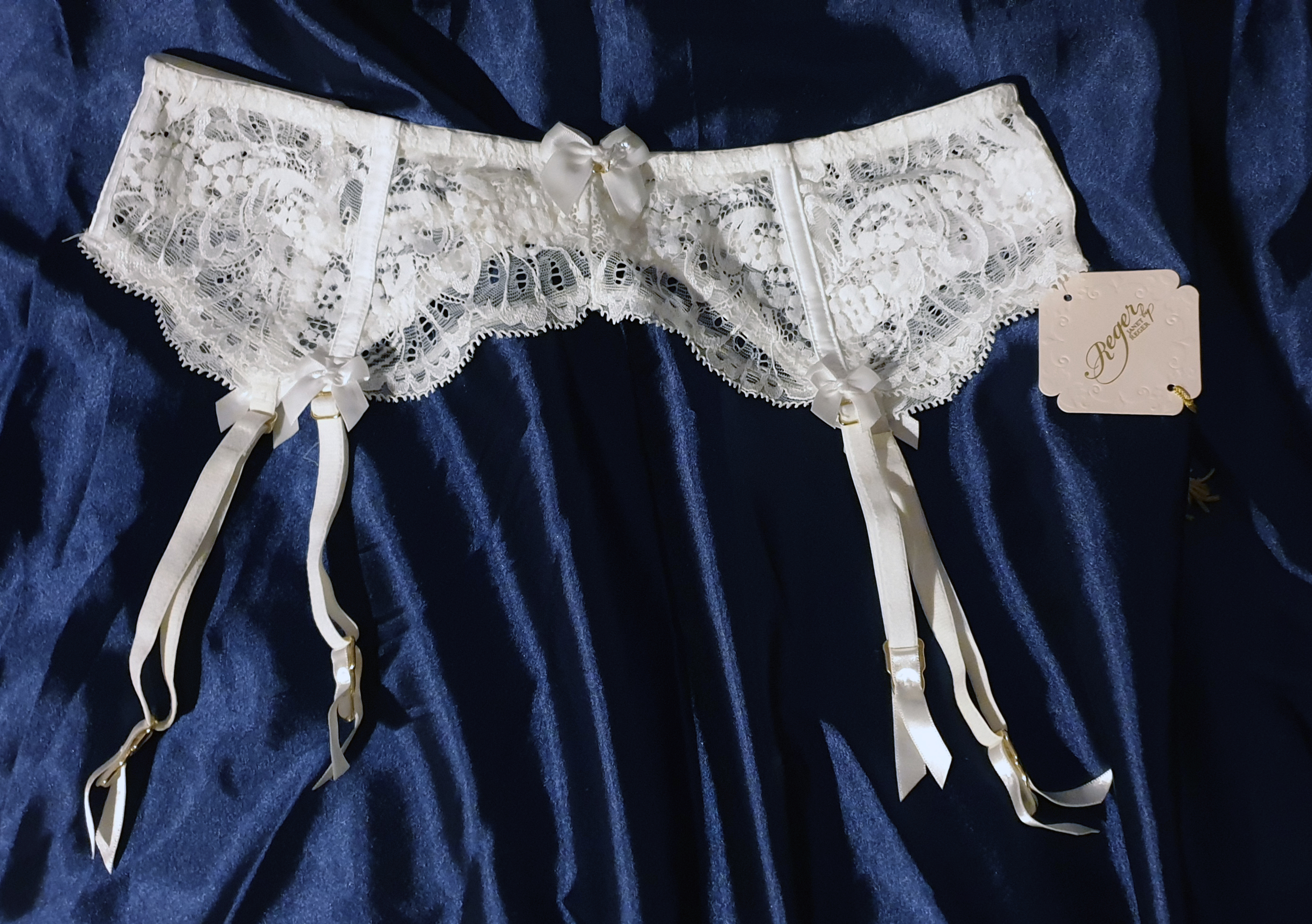
Strumpebandshållare i spets.